# XLR81
Le XLR81 est un moteur-fusée à ergols liquides d'environ 7 tonnes de poussée développé à la fin des années 1950 par la société américaine Bell Aircraft pour propulser le 2 ème étage de fusée Agena. Cet étage est utilisé entre 1959 et 1984 sur divers lanceurs spatiaux (Thor, Atlas, Thorad et Titan). Le moteur-fusée brule un mélange hypergolique de Acide nitrique fumant rouge et d'UDMH. Le système d'alimentation est de type cycle générateur de gaz. 418 exemplaires de ce moteur-fusées ont été fabriqués dont 363 ont volé. La qualité de ce moteur, qui pouvait être redémarré jusqu'à 8 fois pour la dernière version, est à l'origine de la réputation de fiabilité de l'étage Agena qui fut chargé de placer en orbite la majorité des satellites américains au cours de la décennie 1960.

## Historique
Bell entre dans le secteur de la propulsion spatiale avant même le début de l'ère spatiale. Au sortir de la seconde guerre mondiale, la société recrute le général Walter Dornberger qui était responsable du programme nazi des missiles V2 et qui est nommé directeur scientifique ainsi qu'une dizaine d'ingénieurs allemands ayant également travaillé sur ce programme. Durant les années 1950 elle est la première entreprise à fournir des moteurs-fusées de faible poussée utilisés pour le contrôle d'attitude et les petites corrections de trajectoire/orbite. Utilisant un système d'alimentation par pressurisation des réservoirs une vingtaine de modèles sont produits fournissant selon le cas une poussée comprise entre 0,5 et 200 kilogrammes. Ils brulent du peroxyde d'hydrogène, un ergol hypergolique de faible impulsion spécifique (150 secondes) qui se décompose  via un catalyseur en argent en produisant du gaz. La mise au point d'un catalyseur capable de fonctionner pour de courtes impulsions constitua la principale difficulté. Ils peuvent fonctionner de manière continue ou par impulsion d'une durée minimale de 200 millisecondes après un délai de 40 à 60 millisecondes (dans les moteurs-fusées modernes ce délai est réduit à 10 millisecondes). Ces moteurs sont notamment mis en œuvre par les avions-fusées américains X-1B et X-15 pour contrôler leur attitude et leur trajectoire à très haute altitude lorsque la densité de l'air devient trop faible pour que les gouvernes soient efficaces. Ils sont également installés à bord du premier vaisseau spatial habité américain, la capsule Mercury et sur les premières versions de l'étage Centaur dans les deux cas pour le contrôle d'attitude.
En mai 1947 Bell remporte un contrat de l'US Air Force pour développer un missile air-sol  supersonique et à courte portée d'une masse de 8 tonnes baptisé Rascal. Pour propulser ce missile la société met au point en 1954 un moteur-fusée à ergols liquides d'une poussée totale de 2 tonnes  comportant 3 chambres de combustion et alimenté par une turbopompe accouplée à un générateur de gaz. Le moteur-fusée brûle un mélange d'acide nitrique fumant rouge et de JP-4 et l'impulsion spécifique atteint 265 secondes. Ces ergols ne sont pas hypergoliques et la mise à feu utilise une cartouche de propergol solide. Après avoir franchi la phase des tests ce programme, considéré comme trop complexe et trop couteux en opération, est annulé en 1957.
Le développement du moteur-fusée du Rascal a permis d'acquérir la maitrise des technologies qui seront mises en oeuvre par le XLR81. Celui-ci est développé pour servir de propulsion principale de l'étage supérieur Agena produit par la société Lockheed dans son établissement de Sunnyvale (Californie). Le moteur a une poussée de 7 tonnes et ne dispose que d'une seule chambre de combustion. La première version de ce moteur, qui sera jamais utilisée en vol, est développée vers 1956/1957. Elle brule un mélange d'acide nitrique fumant rouge et de JP-4, n'est pas orientable et ne peut pas être redémarrée. Cinq autres versions sont développées par la suite dont trois seront utilisées en vol. Au fil de ces versions, la pression dans la chambre de combustion est augmentée, le nombre de fois où le moteur-fusée peut être rallumé passe de 0 à 8 (avec de systèmes de mise à feu différents). Dans toutes ces versions le moteur-fusée est orientable et le JP-4 est remplacé par de l'UDMH. Le premier vol d'un étage Agena propulsé par le XLR81 a lieu en 1959. 418 moteurs-fusées de ce type sont produits dont 363 ont volé, le dernier en 1984. Un seul moteur-fusée a connu une défaillance en vol à la suite d'une modification introduite dans le mode de mise à feu. Plusieurs versions améliorées  sont développées au cours des années 1990 mais aucune ne sera sélectionnée car leurs performances sont largement inférieures à celles des nouveaux moteurs-fusées reposant sur l'utilisation d'ergols cryogéniques.

## Caractéristiques techniques
Le moteur-fusée XLR81, de 7 à 8 tonnes de poussée, brule un mélange hypergolique qui est injecté dans la chambre de combustion par une turbopompe mise en mouvement par un générateur de gaz. De manière classique, pour éviter que la chambre de combustion fonde, celle-ci utilise un système de refroidissement régénératif c'est-à-dire que l'oxydant circule dans l'épaisseur de la paroi pour abaisser la température. Mais Bell se démarque complètement du procédé utilisé par les autres motoristes américains qui, à cette époque, fabriquent les parois de la chambre de combustion en juxtaposant des centaines de tubes verticaux (les canaux de refroidissement), soudés entre eux et épousant les contours de la chambre puis du col de la tuyère et qui constituent tout ou partie de la tuyère. Sur le XLR81 la chambre de combustion en aluminium massif est percée de canaux droits parallèle à l'axe du moteur. Pour la partie inférieure de la chambre de combustion, le col de la tuyère et la partie supérieure de la tuyère en forme de coquetier, les trous sont forés en oblique ce qui permet d'utiliser un forêt droit. Ce procédé permet d'obtenir un cout de fabrication beaucoup plus faible. La partie basse de la tuyère (entre les rapports de section 12 et 45) est réalisée en titane renforcé extérieurement par des longerons et des cerceaux en molybdène. Cette partie n'est pas refroidie mais les ergols utilisés contiennent 1% d'huile de silicone qui maintient un film protecteur à l'intérieur de la tuyère réduisant, selon le constructeur du moteur, de 33% le transfert thermique. Le système de démarrage de la turbopompe repose dans la première version (trois mises à feu possibles) sur la production de gaz par combustion d'un bloc de propergol solide (il y avait donc trois blocs de propergol solide). Dans les versions suivantes (8 démarrages possibles) deux petits réservoirs, contenant des ergols sous pression, sont utilisés pour la mise en route initiale. Ils sont réalimentés et remis sous pression une fois le moteur en fonctionnement ce qui permet de les réutiliser par la suite.

## Versions
| Caractéristique                        | Bell 8048                          | Bell 8081                          | Bell 8096                          |
| -------------------------------------- | ---------------------------------- | ---------------------------------- | ---------------------------------- |
| Premier et dernier vol                 | 1959 - 1961                        | 1960 - 1966                        | 1963 - 1984                        |
| Nombre de moteurs produits             | 20                                 | 156                                | 175                                |
| Ergols                                 | Acide nitrique fumant rouge / UDMH | Acide nitrique fumant rouge / UDMH | Acide nitrique fumant rouge / UDMH |
| Poussée                                | 68,9 kiloNewtons                   | 71,2 kiloNewtons                   | 71,2 kiloNewtons                   |
| Impulsion spécifique                   | 276 secondes                       | 285 secondes                       | 293 secondes                       |
| Pression dans la chambre de combustion | ?                                  | ?                                  | 35 bars                            |
| Nombre de redémarrage                  |                                    | 2                                  | 8                                  |
| Orientable                             | ± 5 degrés                         | ± 5 degrés                         | ± 5 degrés                         |
| Rapport de section de la tuyère        | 20                                 | 45                                 | 45                                 |
| Masse                                  | 127 kg                             | 130 kg                             | 132 kg                             |
| Rapport de mélange                     |                                    | 2,55                               | 2,55                               |
| Durée de fonctionnement                | 120 secondes                       | 240 secondes                       | 265 secondes                       |
| Hauteur x diamètre                     | 2,16 m. x 1,52 m.                  | ? x 1,52 m.                        | ? x 1,52 m.                        |